# Vrije Liberale Partij
De Vrije Liberale Partij Roosendaal (afgekort: VLP Roosendaal) is een lokale politieke partij in de Brabantse gemeente Roosendaal. De VLP deed voor het eerst mee aan de verkiezingen in 2010. In 2018 behaalde de partij 7 raadszetels, maar doordat een van de leden van de partij Roosendaalse Lijst in 2020 overstapte naar VLP, werd deze met 8 zetels alsnog de grootste fractie.
Bij de gemeenteraadsverkiezingen van 2022 haalde de partij 11 zetels binnen en werd daarmee opnieuw de grootste fractie van de gemeente Roosendaal.In 2023 stapte een van de fractieleden van de partij D66 over naar VLP Roosendaal waardoor de partij groeide naar 12 zetels in de gemeenteraad. 